# José Reguffe
José Antônio Machado Reguffe (Rio de Janeiro, 5 de setembro de 1972) é um jornalista, economista e político brasileiro, filiado ao Solidariedade. Foi senador pelo Distrito Federal, eleito em 2014 com 826 576 votos (57,61 por cento dos votos válidos).

## Biografia
Nascido no Rio de Janeiro, José Antônio Machado Reguffe é filho de um oficial da Marinha do Brasil — o contra-almirante Luiz Paulo Reguffe —, neto do ex-deputado federal constituinte Expedito Machado da Ponte e sobrinho do empresário e ex-senador (1995-2003) Sérgio Machado, no gabinete de quem Reguffe chegou a trabalhar. Entretanto, de acordo com o atual senador, eles se afastaram há muito tempo e já não se falam mais.
Possui formação em Jornalismo pelo Instituto de Educação Superior de Brasília (IESB) e em Economia pela Universidade de Brasília (UnB). Ex-líder estudantil, foi presidente do Centro Acadêmico de Economia da Universidade de Brasília (CAECO-UnB) e vice-presidente do Diretório Central dos Estudantes da Universidade de Brasília (DCE-UnB). Foi um dos autores da ação popular que extinguiu o auxílio moradia dos deputados distritais em 1999. Conhecido por defender uma nova forma de se fazer política, defendeu o fim dos salários extras e do excesso de gastos dos parlamentares. Reguffe ficou conhecido por fazer suas campanhas de forma simples distribuindo sozinho seus panfletos de campanha com suas propostas pelas ruas do Distrito Federal. Depois de duas tentativas, 1998 e 2002, foi eleito deputado distrital em 2006 com 25 805 votos. Em 2010, após seu mandato como deputado distrital, foi eleito o deputado federal proporcionalmente mais votado do país com 266 465 votos (18,95 por cento dos votos válidos). Foi senador pelo Distrito Federal, tendo sido eleito em 2014 com 826 576 votos (57,61% dos votos válidos).
Em 2022, não disputou as eleições.

## Atuação política

### Câmara Legislativa do Distrito Federal
Foi eleito deputado distrital em 2006.

### Câmara dos Deputados
Eleito deputado federal em 2010, Reguffe apresentou em seu primeiro dia de mandato como deputado, uma série de ofícios formalizando diversos cortes no seu gabinete. Todos em caráter irrevogável. Abriu mão dos salários extras, reduziu a verba de gabinete, reduziu o número de assessores de 25 para apenas 9, entre outras medidas, que geraram uma economia direta aos cofres públicos de mais de R$ 2,3 milhões. Economia que se fosse repetida pelos outros 512 deputados, daria mais 1,2 bilhão de reais.

### Senado Federal
Eleito senador em 2014, repetiu a primeira atitude que teve como deputado distrital e deputado federal, protocolando, em seu primeiro dia de mandato como senador, uma série de ofícios formais na direção geral da Casa realizando diversos cortes no seu gabinete.
Com esses cortes, só a economia direta aos cofres públicos do seu gabinete foi de 16,7 milhões de reais (economia nos oito anos, como os cortes foram em caráter irrevogável, já está feita). Isso fora a economia indireta, como encargos sociais dos servidores não contratados, gasolina do carro oficial que ele abriu mão no seu primeiro dia de mandato, possíveis despesas com saúde do plano de saúde que ele também abriu mão, etc. Reguffe foi o primeiro senador na história a abrir mão do plano de saúde vitalício dos senadores. Caso todos os senadores repetissem a mesma economia, a economia aos cofres públicos seria de mais de 1,3 bilhão de reais.
Apresentou 11 PECs e 53 projetos. Aprovou 6 no Senado.
É o autor da PEC 52/2015, que acaba com as indicações políticas para ministros do STF, STJ, TCU e conselheiros dos tribunais de contas dos estados e DF, instituindo concurso público. A PEC também acaba com a vitaliciedade desses cargos, instituindo mandatos de 5 anos.
É o autor do PL 6330/2019, que obriga os planos de saúde a terem que arcar com o tratamento de quimioterapia oral para pacientes com câncer.
Melhor senador do ano de 2016 do Ranking dos Políticos.
O senador foi candidato à presidência do Senado Federal, nas eleições de 2019. Recebeu seis votos e acabou derrotado.
Em 2022, Reguffe trocou o Podemos pelo recém-criado União Brasil e anunciou que se candidataria ao Governo do Distrito Federal. No entanto, alguns dias depois, seu partido desistiu da candidatura, apesar de ter confirmado o senador como seu candidato até o dia da convenção partidária. Ao fim, o União Brasil declarou apoio oficial ao governador Ibaneis Rocha (MDB), oferecendo uma vaga para se candidatar à Câmara Federal ao senador. Com a recusa de Reguffe, ele desfiliou-se do partido e anunciou a saída da vida pública e política. Para a corrida ao GDF, ele acabou incentivando a candidatura do senador Izalci Lucas (PSDB), mesmo não o apoiando oficialmente.

### Votos
- A favor da destinação dos royalties e bônus de partilha do pré-sal exclusivamente para a educação e saúde.[20]
- Contra o aumento do Fundo Partidário[21]
- A favor do PLC 75/15 (proibição de doação de empresas para campanhas políticas).[22]
- Votou contra o projeto de "Abuso de Autoridade", que desfigurou as 10 medidas contra a corrupção.
- Votou favorável à MP 871/19, que visa combater fraudes no INSS e vai gerar uma economia anual aos cofres públicos de cerca de R$9,8 bi.
- Votou favorável à MP 863/18, que abre o mercado aéreo brasileiro e permite que empresas estrangeiras possam operar voos domésticos.
- Votou favorável à MP 870/19, que reduz o número de ministérios.
- A favor da MP 675/15 (aumento da CSLL dos bancos).[23]
- Contra o relaxamento da prisão do senador Delcídio do Amaral (PT) (autor de questão de ordem que pedia o voto aberto na votação).[24]
- A favor do impeachment de Dilma Rousseff (PT).[25]
- A favor da PEC do Teto dos Gastos Públicos.[26]
- Contra a reforma trabalhista.[27]
- Contra a manutenção do mandato do senador Aécio Neves (PSDB), mostrando-se favorável a decisão da Primeira Turma do Supremo Tribunal Federal.[28]
- Contra o aumento de salários dos ministros do STF.[29]
- Contra a MP 843, que concede R$2 bilhões em benefícios fiscais às montadoras de automóveis (único voto contra).[30]
- Em junho de 2019, votou contra o Decreto das Armas do governo, que flexibilizava porte e posse para o cidadão.[31]
- Em outubro de 2019, votou a favor da reforma da Previdência. Nos destaques, votou a favor do abono salarial para quem ganha até dois salários mínimos.

## Desempenho eleitoral
| Ano  | Eleição                       | Cargo              | Partido | Nº    | Coligação                                   | Suplentes                                      | Despesas (R$) | Votos   | %      | Resultado | Ref / Notas    |
| ---- | ----------------------------- | ------------------ | ------- | ----- | ------------------------------------------- | ---------------------------------------------- | ------------- | ------- | ------ | --------- | -------------- |
| 2006 | Distrital do Distrito Federal | Deputado distrital | PDT     | 12200 | sem coligação proporcional                  |                                                | 37.782,00     | 25.805  | 1,94%  | Eleito    | 3º mais votado |
| 2010 | Distrital do Distrito Federal | Deputado federal   | PDT     | 1234  | Novo Caminho (PDT / PT / PPS / PSB)         |                                                | 120.460,39    | 266.465 | 18,95% | Eleito    | O mais votado  |
| 2014 | Distrital do Distrito Federal | Senador            | PDT     | 123   | Somos Todos Brasília (PSB / SD / PDT / PSD) | José Carlos Vasconcellos (PDT) Fadi Faraj (SD) | 381.162,32    | 826.576 | 57,61% | Eleito    | [ 34 ]         |